# 黔滇崖豆藤
黔滇崖豆藤（学名：Millettia gentiliana）为豆科崖豆藤属的植物，为中国的特有植物。分布于中国大陆的四川、贵州、云南等地，生长于海拔1,200米至2,500米的地区，多生于石灰岩山地杂木林中，目前尚未由人工引种栽培。